# Torgelow am See
Torgelow am See este o comună din landul Mecklenburg-Pomerania Inferioară, Germania.

## Links
- Schloss Torgelow, Internatsgymnasium

1. ↑  Alle politisch selbständigen Gemeinden mit ausgewählten Merkmalen am 31.12.2018 (4. Quartal) (în germană), Statistisches Bundesamt[*], arhivat din original la 10 martie 2019, accesat în 10 martie 2019